# David Izazola
David Izazola Ramírez (Mexikóváros, 1991. október 23. –) mexikói labdarúgó, jelenleg a Budapest Honvéd FC játékosa.

## Sikerei, díjai
Club Universidad Nacional:
- Mexikói labdarúgó-bajnokság bajnok: 2011 Clausura
- CONCACAF-bajnokok ligája elődöntős: 2011-12

Mexikói U20-as labdarúgó-válogatott:
- U20-as labdarúgó-világbajnokság bronzérmes: 2011